# Stoupe the Enemy of Mankind
Kevin Baldwin, mais conhecido pelo nome artístico Stoupe the Enemy of Mankind, é um DJ e produtor musical autodidata americano, que se destaca como produtor oficial do grupo de Hip Hop Jedi Mind Tricks, além de fazer produções para alguns outros artistas.

## Biografia
Stoupe nasceu em Philadelphia e iniciou sua jornada na produção musical relativamente jovem. Em 1993, através de amigos em comum, conheceu o rapper Vinnie Paz, que veio visitar Stoupe em sua casa para escutar seus beats. Uma vez impressionado com os instrumentais originais e criativos de Stoupe, Vinnie Paz decidiu criar o grupo Jedi Mind Tricks. Depois de anos como uma dupla e depois como um trio, Baldwin deixou Jedi Mind Tricks em 2011 e Violence Begets Violence seria o único álbum do Jedi Mind Tricks a não possuir produções de Stoupe. Vinnie Paz afirmou no site do JMT que Stoupe não tinha interesse no grupo e decidiu focar em outras coisas em sua carreira musical, como seus grupos paralelos, e que Stoupe não estaria produzindo nenhuma das faixas neste álbum. 
No entanto, Stoupe voltou ao Jedi Mind Tricks em 2014 e Jus Allah deixou o grupo pela segunda vez. Stoupe e Paz trabalharam em um novo álbum chamado The Thief and the Fallen, que foi lançado em 2 de junho de 2015.
O único álbum solo completo de Stoupe, Decalogue, foi lançado em 31 de março de 2009, pela Babygrande Records. Apresentava uma mistura de rappers populares e da cena underground (como por exemplo, o M.O.P.) rimando em cima das produções de Stoupe. Em 2010, Baldwin e Liz Fullerton, associada de longa data, formaram uma dupla musical chamada Dutch e lançaram seu primeiro álbum A Bright Cold Day em 8 de junho pela gravadora Enemy Soil. Sendo que Fullerton já havia contribuído com os vocais para a música Death Messiah, de Jedi Mind Tricks.
Em 2017, Stoupe se juntou ao cantor Eamon para co-produzir um disco chamado Golden Rail Motel. Stoupe não foi apenas responsável pela produção deste álbum, mas também possui os créditos de composição de algumas das músicas. O álbum foi bem recebido pela crítica e músicas do Golden Rail Motel foram apresentadas em filmes e televisão. A música You and Only You foi incluída na trilha sonora original do filme Ocean's 8, e outras músicas foram apresentadas em séries de TV como Black-ish e On My Block da Netflix.

## Características musicais
Stoupe tem como principal característica e especialidade o uso de samples em seus beats. Normalmente alterando o tom e retalhando pequenos trechos de outras músicas, suas produções acabam deixando muitas vezes as músicas originais utilizadas totalmente irreconhecíveis. Ele também adiciona aos samples picotados baterias eletrônicas. Normalmente, ele utiliza como principais ferramentas o sampler E-mu SP-1200, uma MPC da Akai e um toca-discos de vinil.

## Produções

### com Jedi Mind Tricks
| Informação do Álbum |
| --- |
| The Psycho-Social, Chemical, Biological & Electro-Magnetic Manipulation of Human Consciousness - Lançado em: 4 de novembro, 1997 - Selo: Superegular |
| Violent by Design - Lançado em: 3 de outubro, 2000 - Selo: Superegular                                                                               |
| Visions of Gandhi - Lançado em: 26 de agosto, 2003 - Selo: Babygrande                                                                                |
| Legacy of Blood - Lançado em: 24 de agosto, 2004 - Selo: Babygrande                                                                                  |
| Servants in Heaven, Kings in Hell - Lançado em: 19 de setembro, 2006 - Selo: Babygrande                                                              |
| A History of Violence - Lançado em: 11 de novembro, 2008 - Selo: Babygrande                                                                          |
| The Thief and the Fallen - Lançado em: 2 de junho, 2015 - Selo: Enemy Soil                                                                           |
| The Bridge and the Abyss - Lançado em: 22 de junho, 2018 - Selo: Enemy Soil                                                                          |

### com Red Martina
| Informação do Álbum                                                    |
| ---------------------------------------------------------------------- |
| Intransit - Lançado em: 5 de novembro, 2013 - Selo: Bad Tape Music     |
| Come On Home - Lançado em: 17 de novembro, 2014 - Selo: Bad Tape Music |

### com Canibus
| Informação do Álbum                                               |
| ----------------------------------------------------------------- |
| Rip the Jacker - Lançado em: 22 de Julho, 2003 - Selo: Babygrande |

### Outros Projetos
| Informação do Álbum                                                                       |
| ----------------------------------------------------------------------------------------- |
| Decalogue (Stoupe) - Lançado em: 31 de março, 2009 - Selo: Babygrande                     |
| A Bright Cold Day (Dutch) - Lançado em: 8 de junho, 2010 - Selo: Dusty Pockets/Enemy Soil |
| The Waiting Wolf (Vespertina) - Lançado em: 10 de maio, 2011 - Selo: Dusty Pockets        |
| Golden Rail Motel (Eamon) - Lançado em: 15 de setembro, 2017 - Selo: Huey Ave Music       |
| "they." (Stoupe) - Lançado em: 1 de julho, 2019 - Selo: Mankind Music                     |